# Liste von Persönlichkeiten der Stadt Maputo
Diese Liste zählt in alphabetischer Reihenfolge Persönlichkeiten auf, die in der mosambikanischen Hauptstadt Maputo geboren wurden. Bis zur Unabhängigkeit Mosambiks von Portugal 1975 trug die Stadt den kolonialen Ortsnamen Lourenço Marques, danach hieß sie Cam Phumo um seit 1976 den heutigen Namen zu tragen.
Die Liste erhebt keinen Anspruch auf Vollständigkeit.

## A

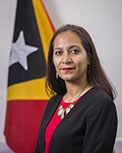
Nurima Ribeiro Alkatiri

- Rui Abreu (1961–1982), portugiesischer olympischer Schwimmer
- Tania Adam (* 1979), mosambikanisch-spanische Journalistin
- João Afonso (* 1965), portugiesischer Musiker und Sänger
- Nurima Ribeiro Alkatiri (* 1982), osttimoresische Politikerin
- José Aranda da Silva (* 1948), Pharmazeut und Hochschullehrer
- Luís Arriaga (* 1952), portugiesisch-australischer Sänger und Rundfunkjournalist

## B

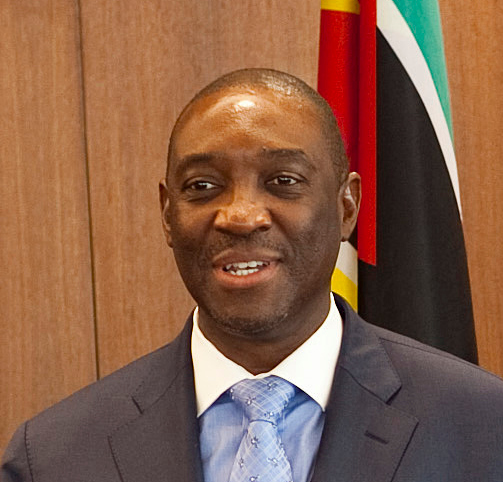
Oldemiro Balói
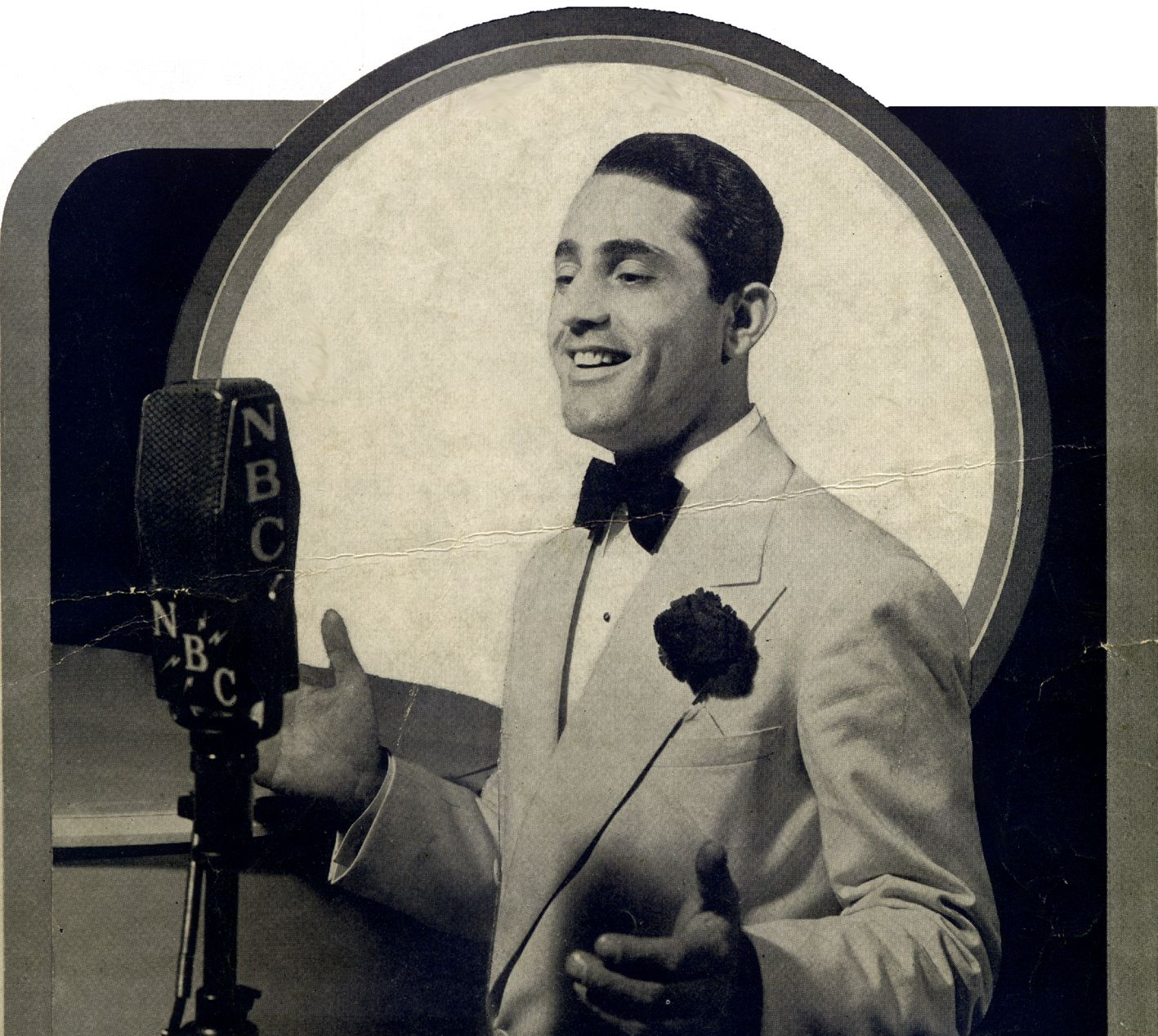
Al Bowlly
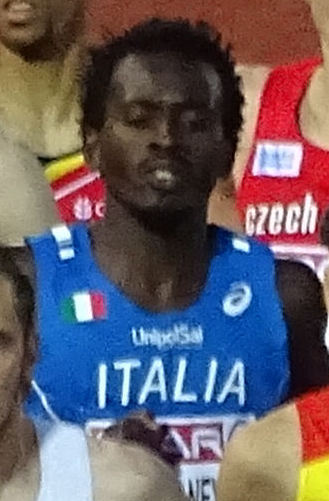
Joao Bussotti

- Oldemiro Balói (1955–2021), mosambikanischer Politiker
- Duarte Manuel Bello (1921–1994), portugiesischer Segler, Medaillengewinner Olympische Spiele 1948
- Fernando Bello (1924–1995), portugiesischer Segler, Medaillengewinner Olympische Spiele 1948
- José Bento (* 1946), portugiesischer Badmintonspieler
- Al Bowlly (1898–1941), südafrikanischer Pop- und Jazzsänger
- Fernando Brassard (* 1972), portugiesischer Fußballspieler
- Joao Bussotti (* 1993), italienischer Mittelstreckenläufer

## C

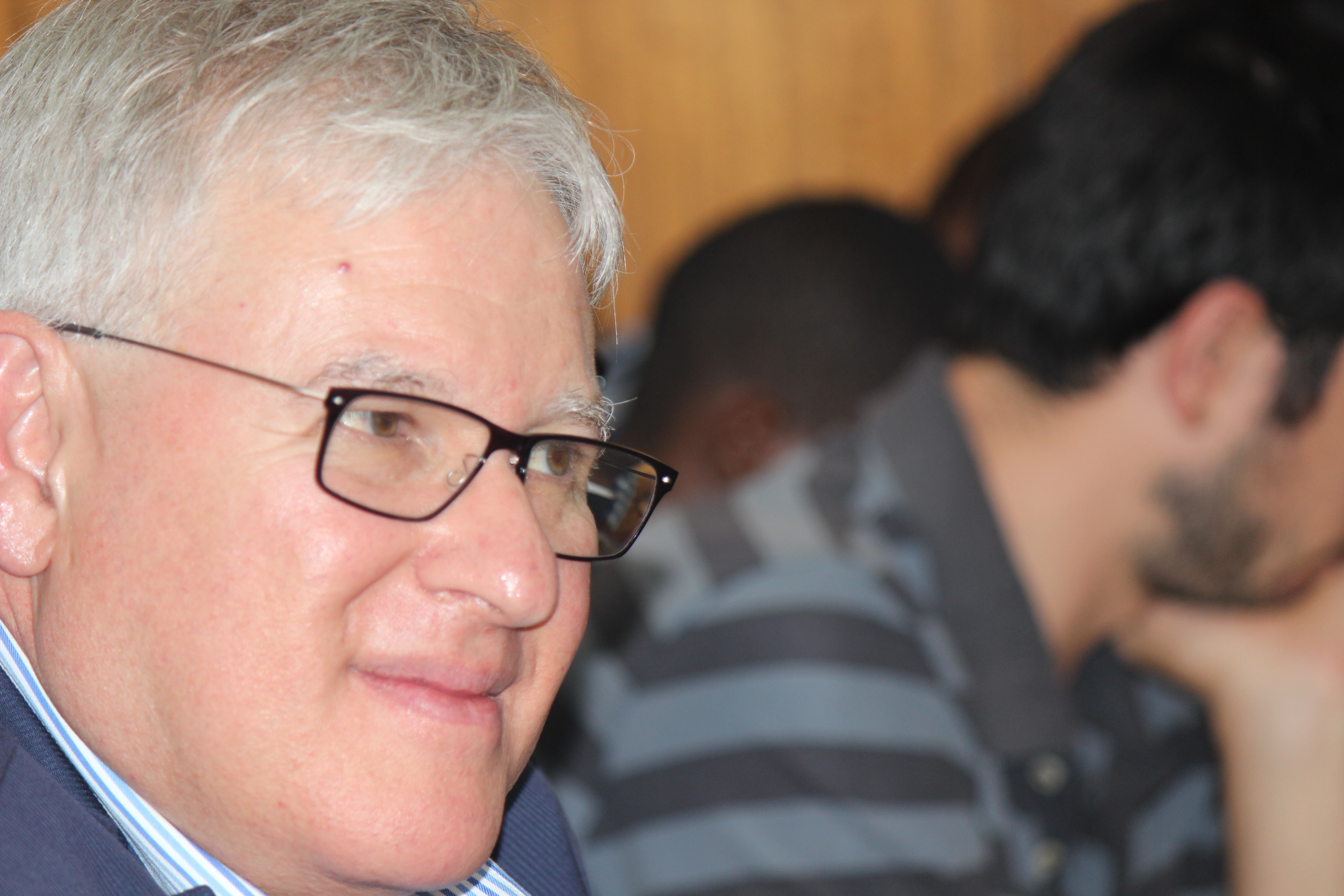
Carlos Nuno Castel-Branco
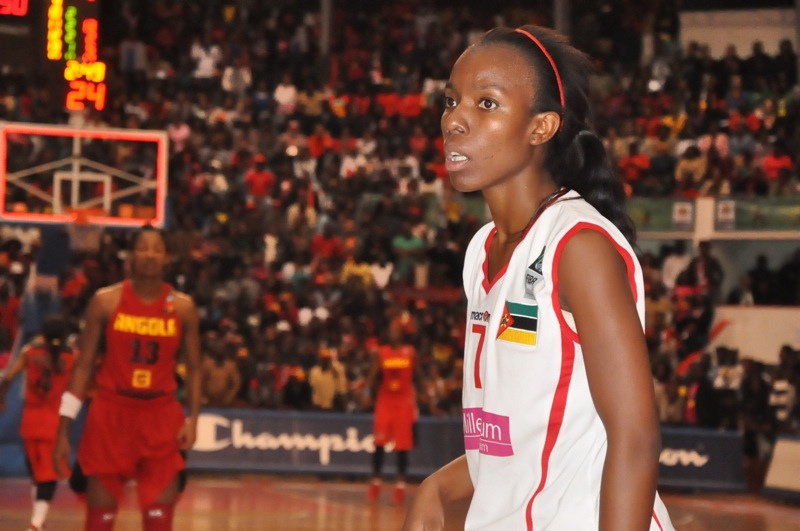
Anabela Cossa

- António Calvário (* 1938), portugiesischer Sänger und Schauspieler, erster Vertreter Portugals beim Grand Prix Eurovision de la Chanson
- Acúrsio Carrelo (1931–2010), portugiesischer Rollhockey- und Fußballnationalspieler
- Bruno de Carvalho (* 1972), Sportfunktionär, Präsident des Klubs Sporting Lissabon
- Carlos Nuno Castel-Branco (* 1960), Politik- und Wirtschaftswissenschaftler, Hochschuldozent, Publizist und Menschenrechtsaktivist
- Júlio Cernadas Pereira (1929–2007), portugiesischer Fußballspieler und -trainer
- Ricardo Chibanga (1942–2019), Stierkämpfer
- Chichorro (* 1941), Künstler
- Hilário Rosário da Conceição (* 1939), portugiesischer Fußballspieler und -trainer
- Anabela Cossa (* 1986), Basketball-Nationalspielerin
- Orlando da Costa (1929–2006), indisch-portugiesischer Schriftsteller und kommunistischer Politiker
- Kurt Couto (* 1985), mosambikanischer Leichtathlet und Hürdenläufer
- José Craveirinha (1922–2003), Dichter
- Stélio Craveirinha (1950–2020), olympischer Leichtathlet und Trainer
- Alexandra Cunha (* 1962), portugiesische Meeresbiologin und Umweltaktivistin

## D
- Roger De Sá (* 1964), südafrikanisch-mosambikanischer Fußballtorhüter und -trainer
- Dama do Bling (* 1979), Hip-Hop Musikerin und Unternehmerin
- João Dias (1926–1949), Schriftsteller
- Ermelinda Duarte (* 1946), Schauspielerin und Synchronsprecherin

## E

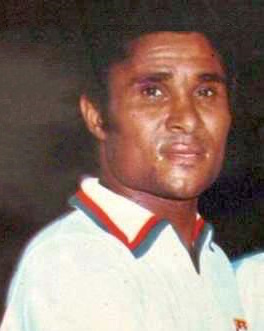
Eusébio
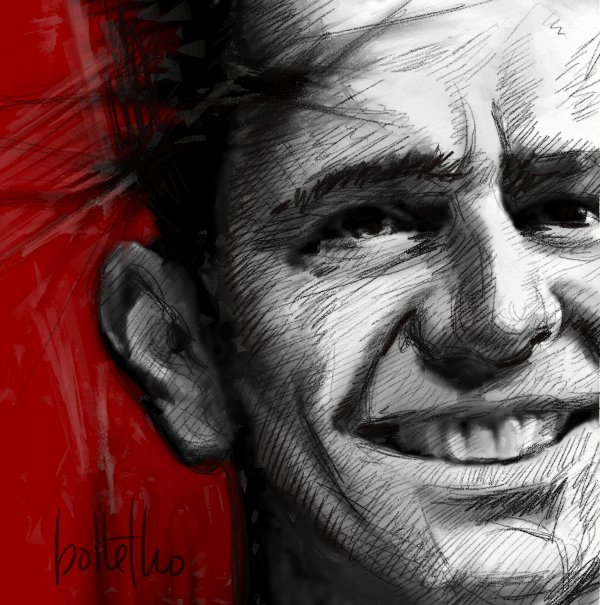
António Feio
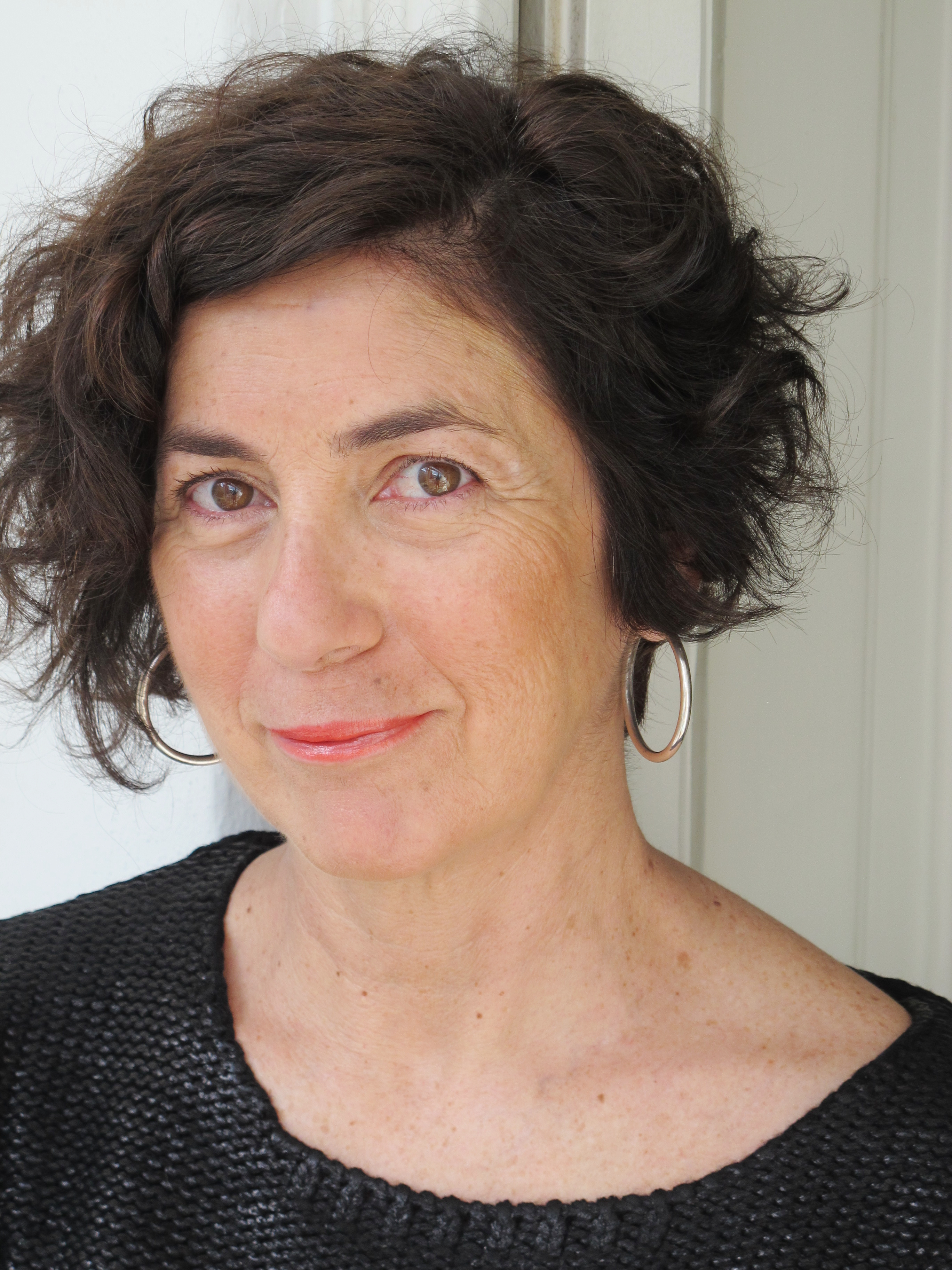
Ângela Ferreira

- Eusébio (1942–2014), portugiesischer Fußballspieler und Weltfußballer

## F
- Daúto Faquirá (* 1965), mosambikanisch-portugiesischer Fußballtrainer
- António Feio (1954–2010), portugiesischer Schauspieler und Theaterregisseur
- Ângela Ferreira (* 1958), portugiesische Bildhauerin
- Isabela Figueiredo (* 1963), portugiesische Schriftstellerin und Journalistin
- Ralph Friedländer (* 1959), Schweizer Rechtsanwalt und Präsident des Schweizerischen Israelitischen Gemeindebunds
- Aurélio Furdela (* 1973), Historiker und Schriftsteller

## G

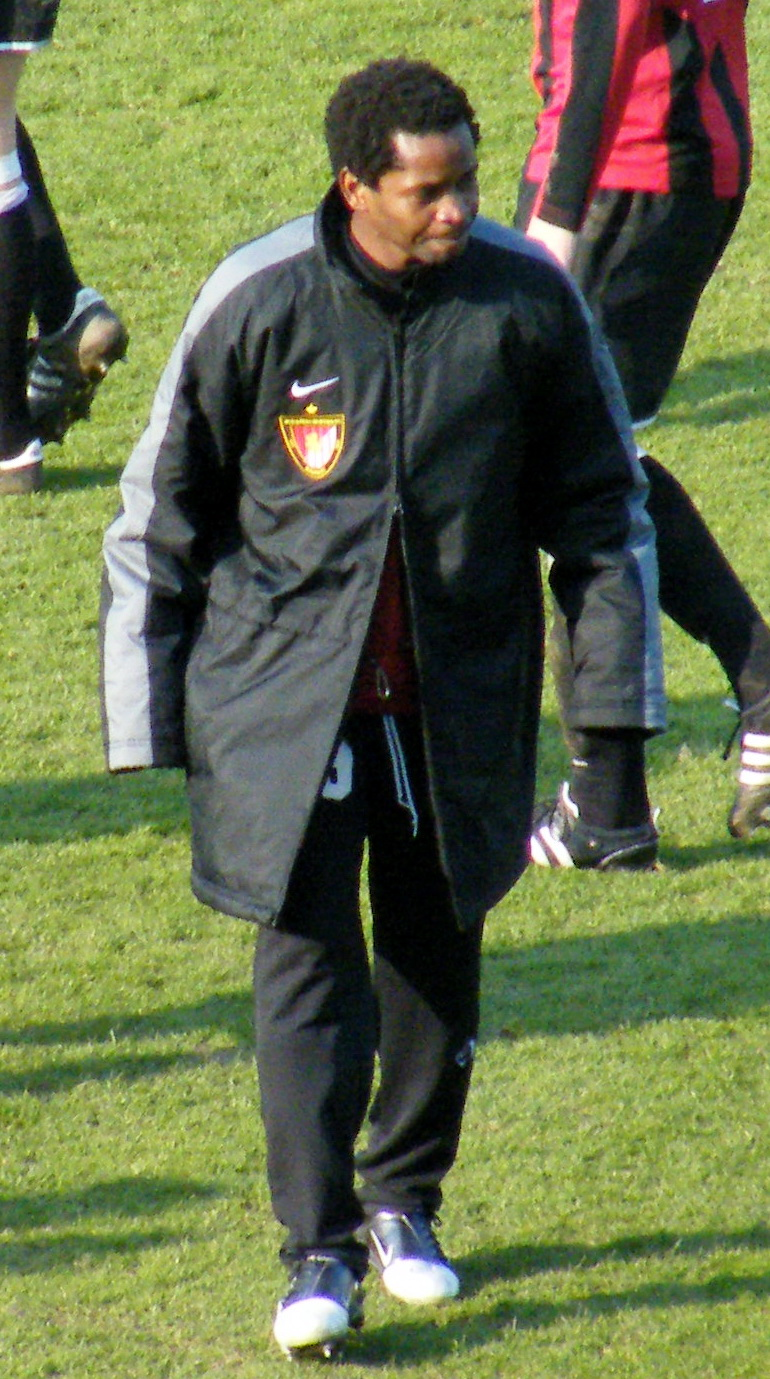
Genito
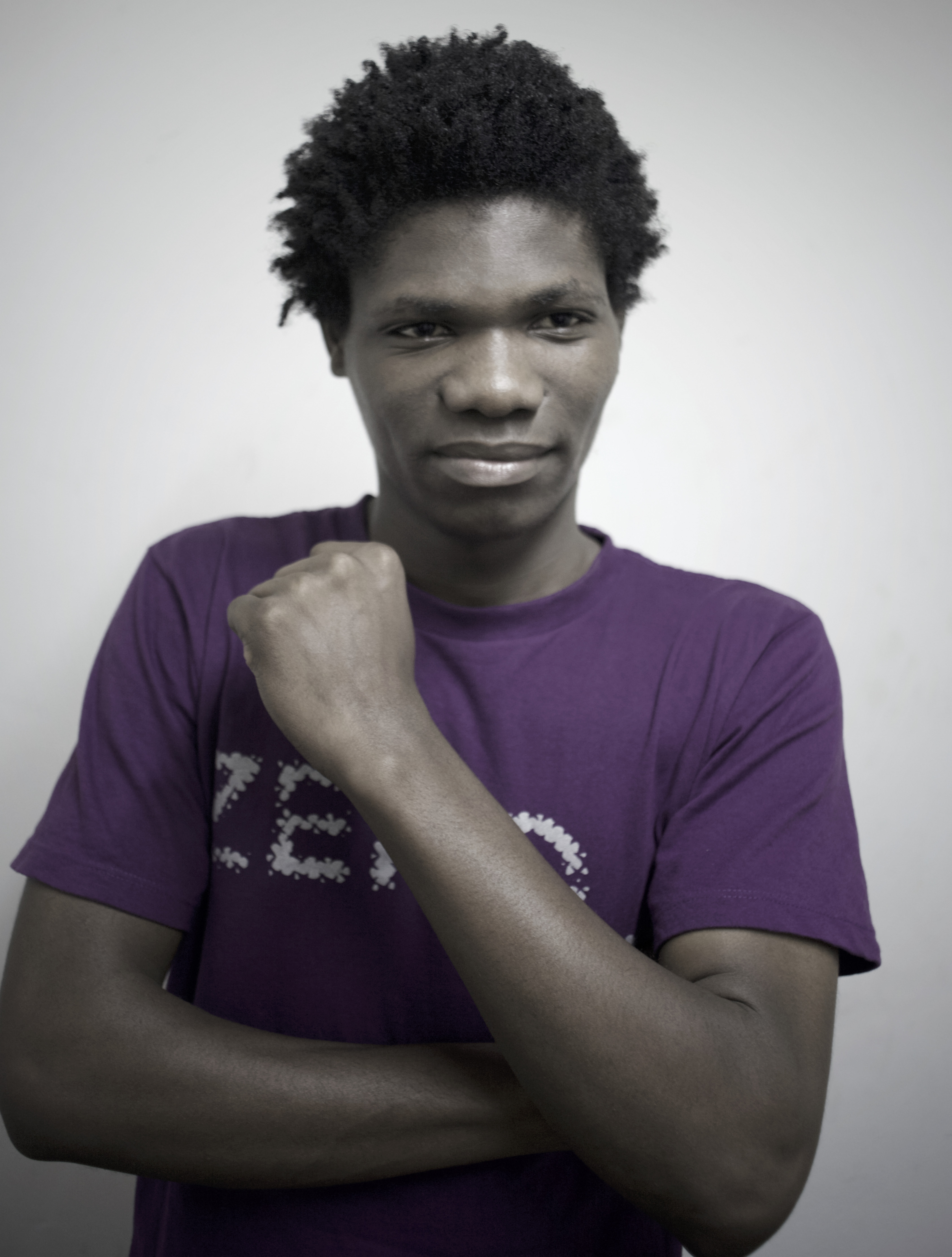
Peter Gudo
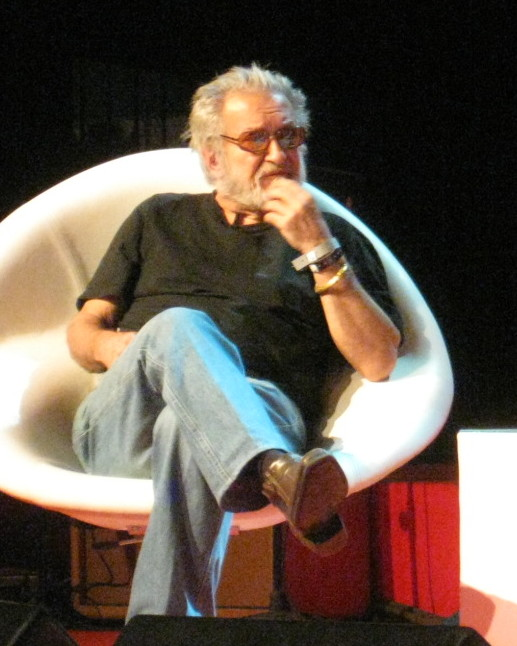
Ruy Guerra
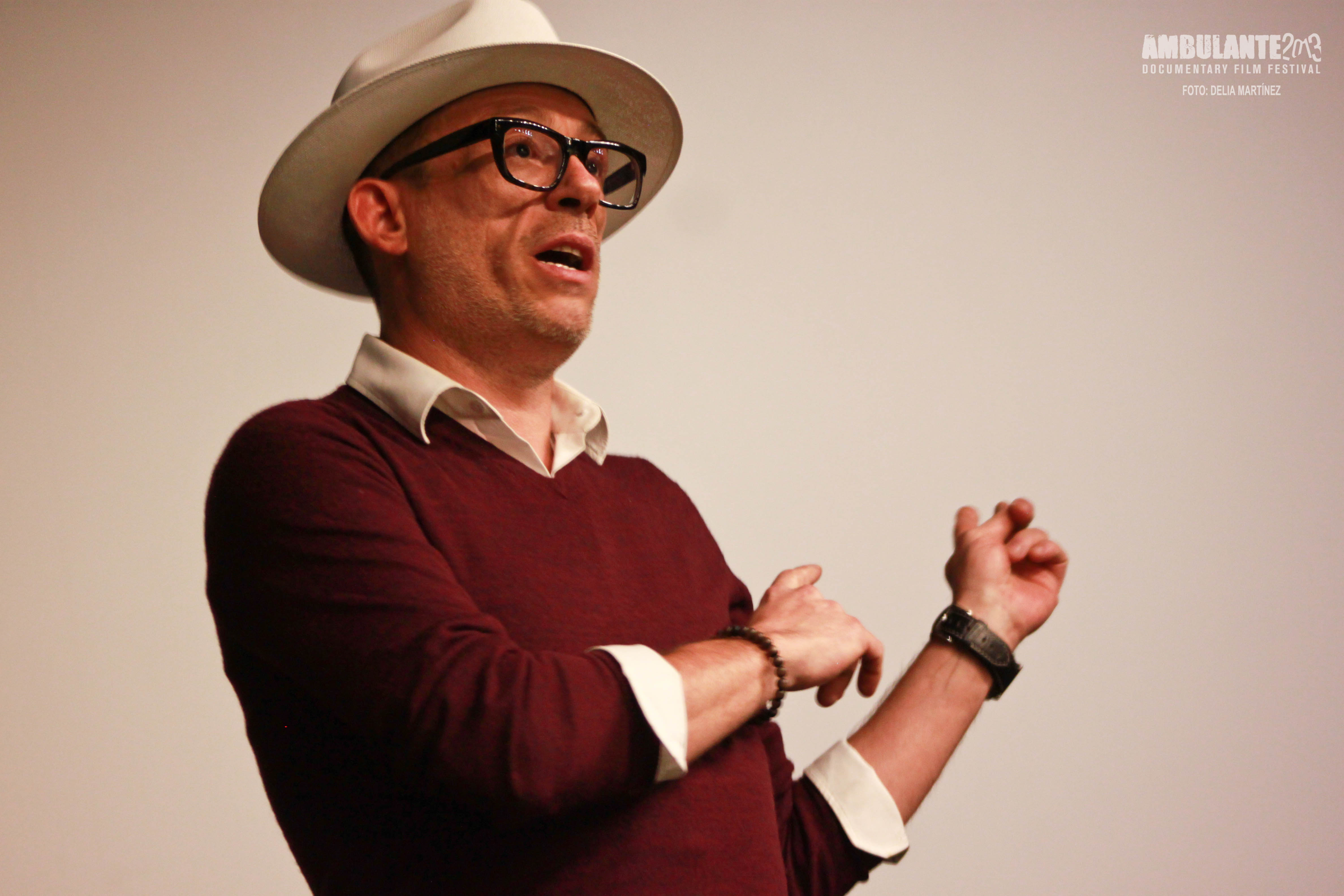
João Rui Guerra da Mata

- Genito (Bila Eugénio Fernando, * 1979), Fußballspieler
- Edmilsa Governo (* 1998), Leichtathletin
- Maria da Graça (1919–1995), portugiesische Schauspielerin und Sängerin
- Peter Gudo, Schauspieler und Filmproduzent
- Ruy Guerra (* 1931), brasilianischer Filmregisseur
- João Rui Guerra da Mata, portugiesischer Filmregisseur
- Carlos Guilherme (* 1945), portugiesischer Opernsänger

## H
- Teresa Heinz (* 1938), US-amerikanische Philanthropin
- Luís Bernardo Honwana (* 1942), Journalist und Schriftsteller
- Teodato Hunguana (* 1946), Politiker und Richter

## J

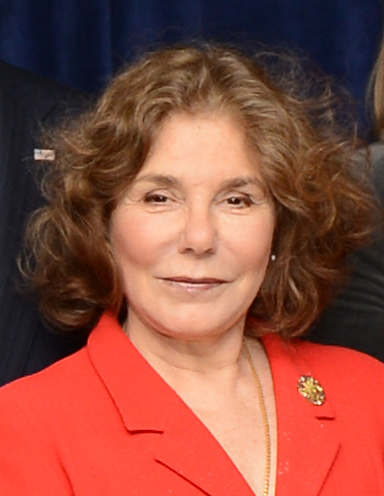
Teresa Heinz
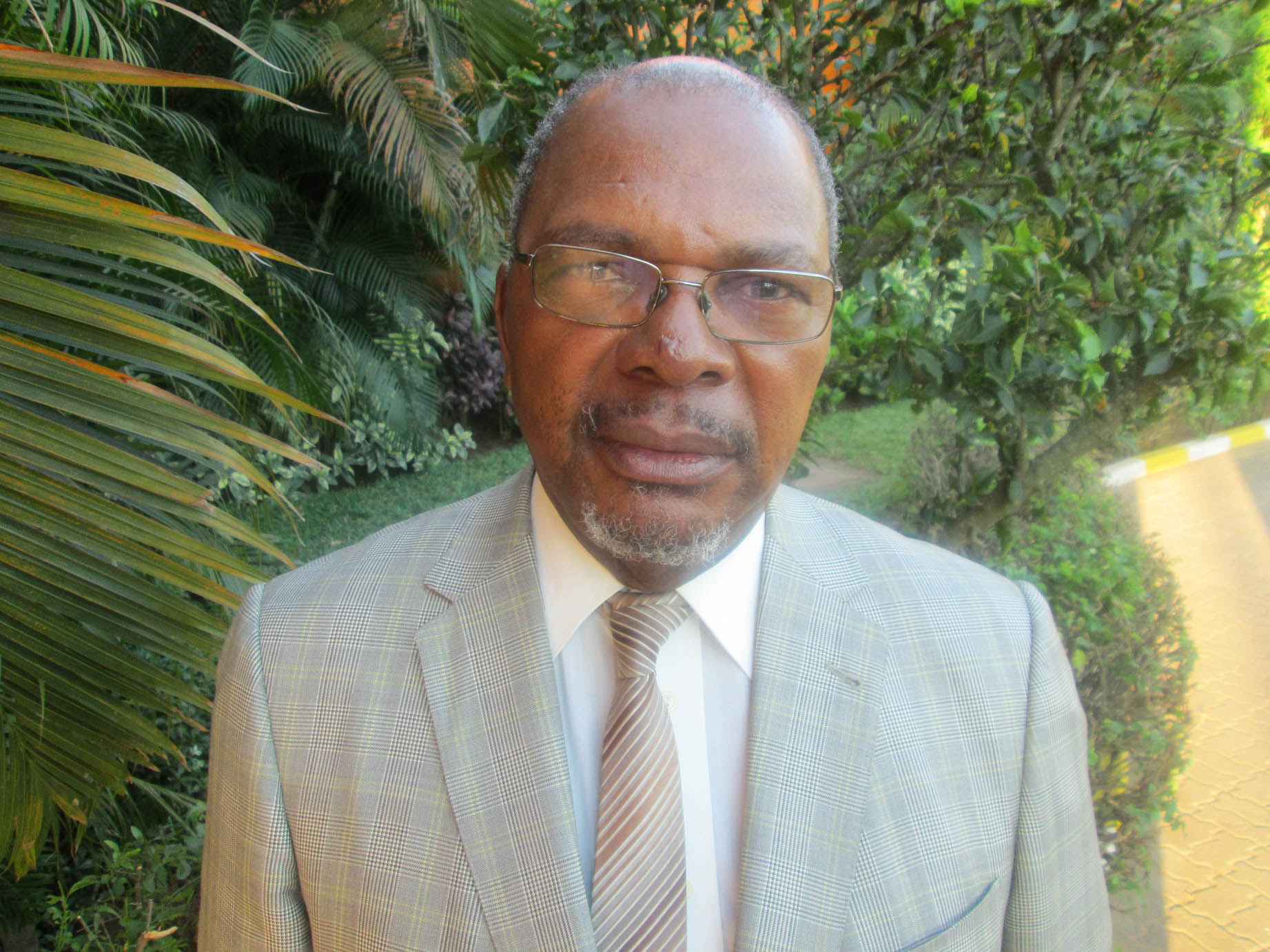
Teodato Hunguana

- Lizha James (* 1982), Sängerin und Model
- Hirondina Joshua (* 1987), Schriftstellerin

## K
- Kok Nam (1939–2012), Fotograf und Journalist

## L
- Alberto de Lacerda (1928–2007), portugiesischer Dichter, Hochschullehrer, Kunstsammler, Kunstkritiker, Exzentriker
- Albano Langa („Blanga“, * 1965), Künstler
- Ário Lobo de Azevedo (1921–2015), portugiesischer Agraringenieur, erster Rektor der neuen Universität Évora
- Bertina Lopes (1924–2012), mosambikanisch-italienische Malerin und Bildhauerin
- António Américo Lopes da Serra (1934–2016), portugiesischer Ingenieur und Politiker
- Vicente Lucas (* 1939), portugiesischer Fußballnationalspieler und Trainer

## M

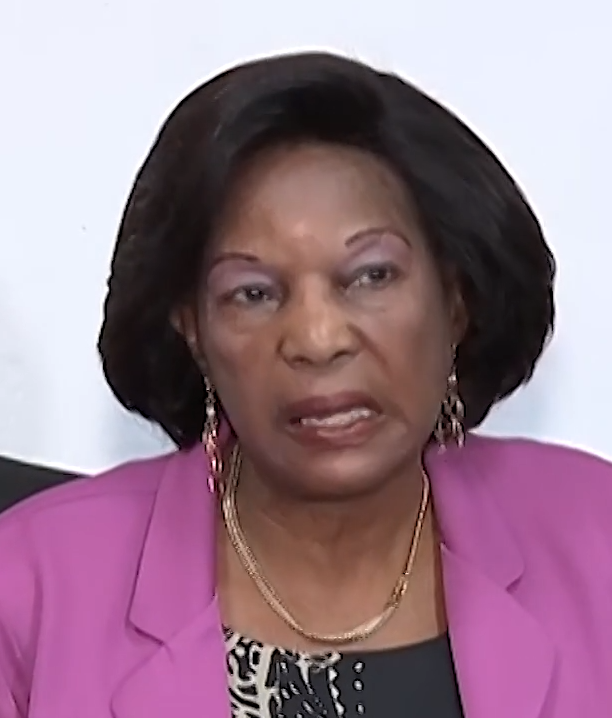
Alice Mabota
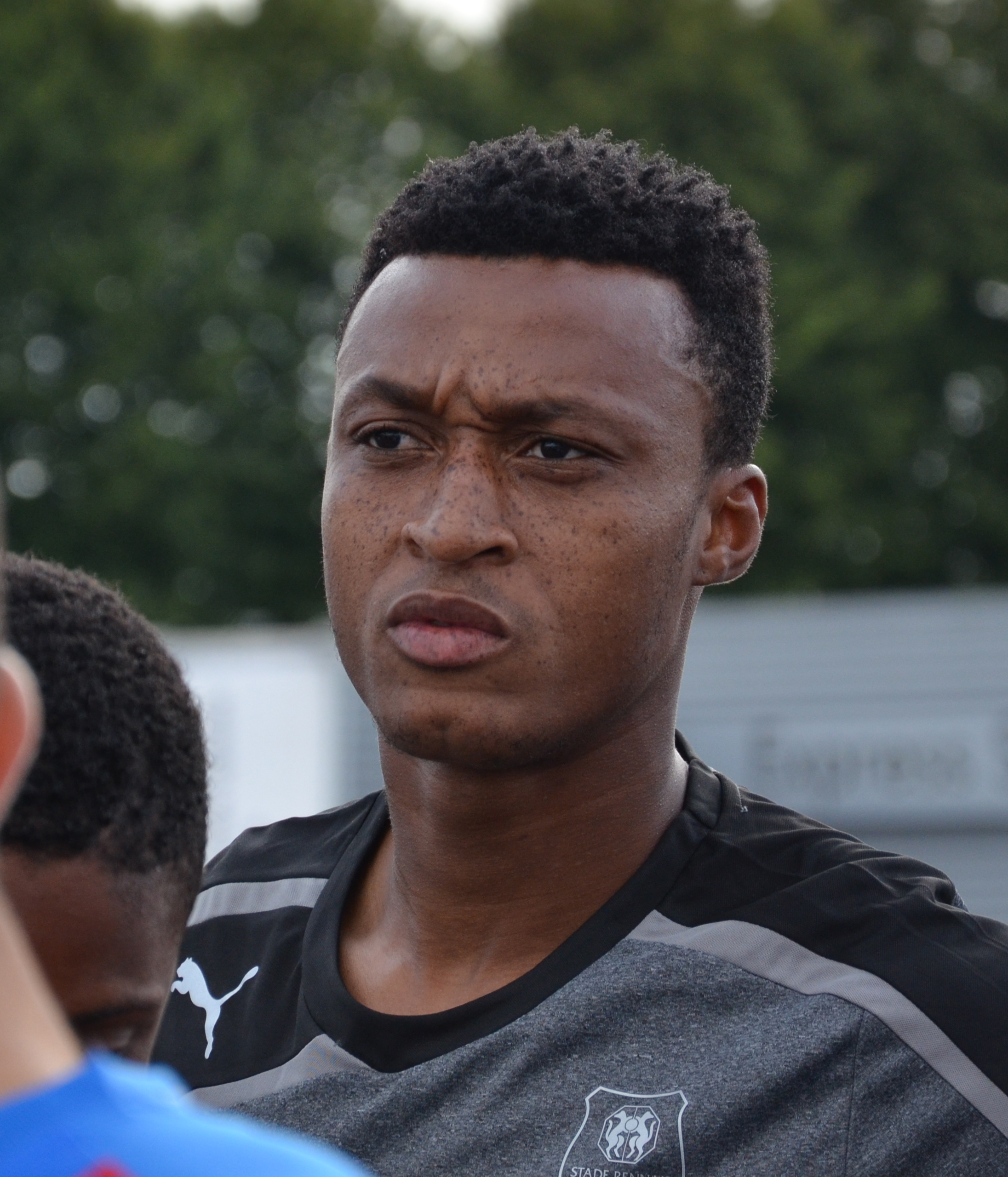
Mexer
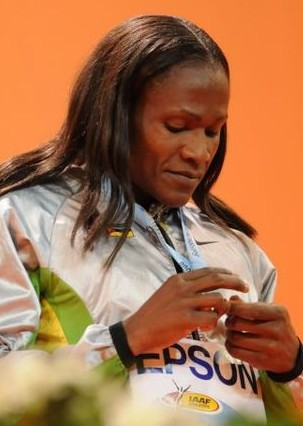
Maria Mutola
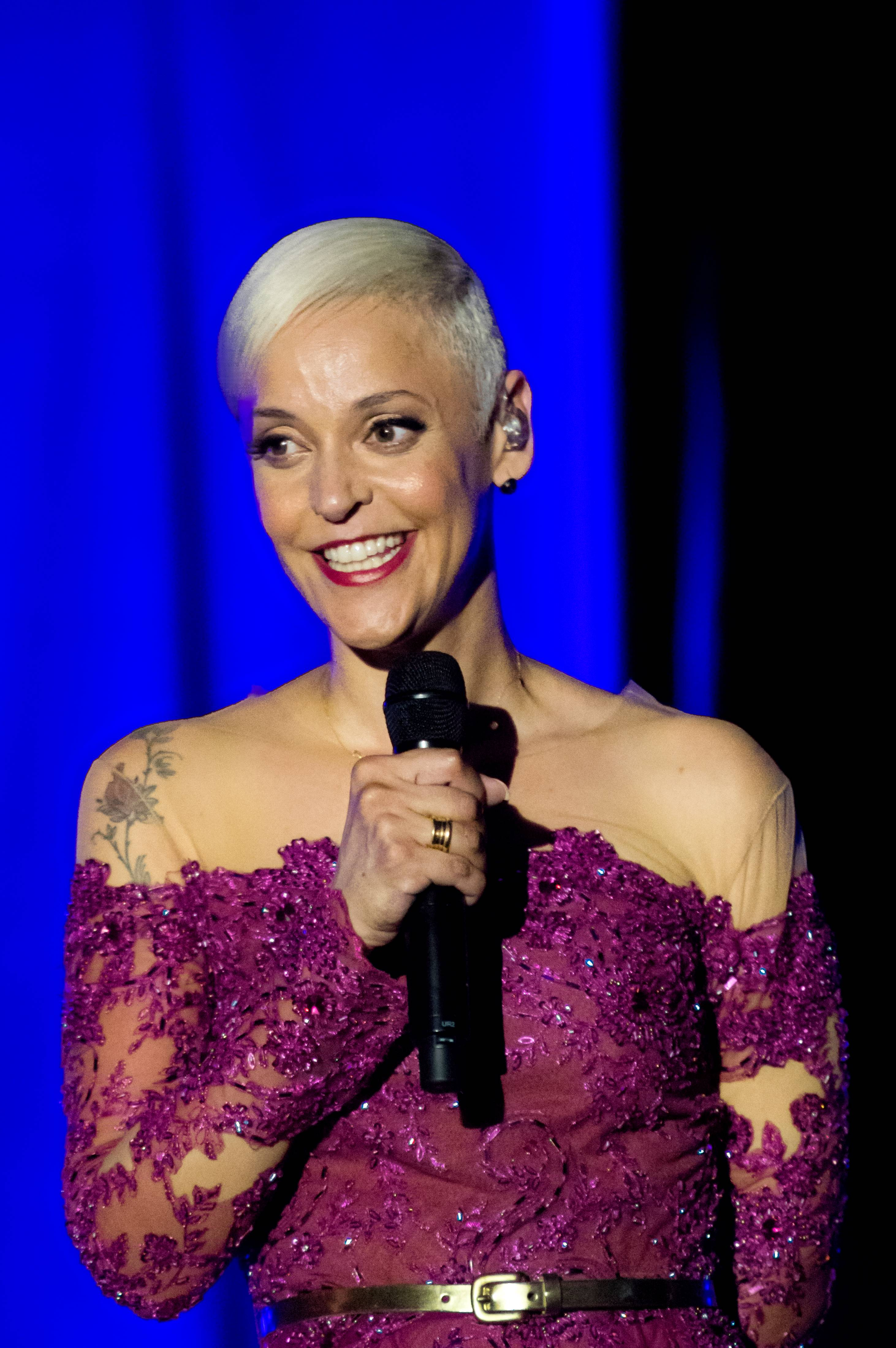
Mariza
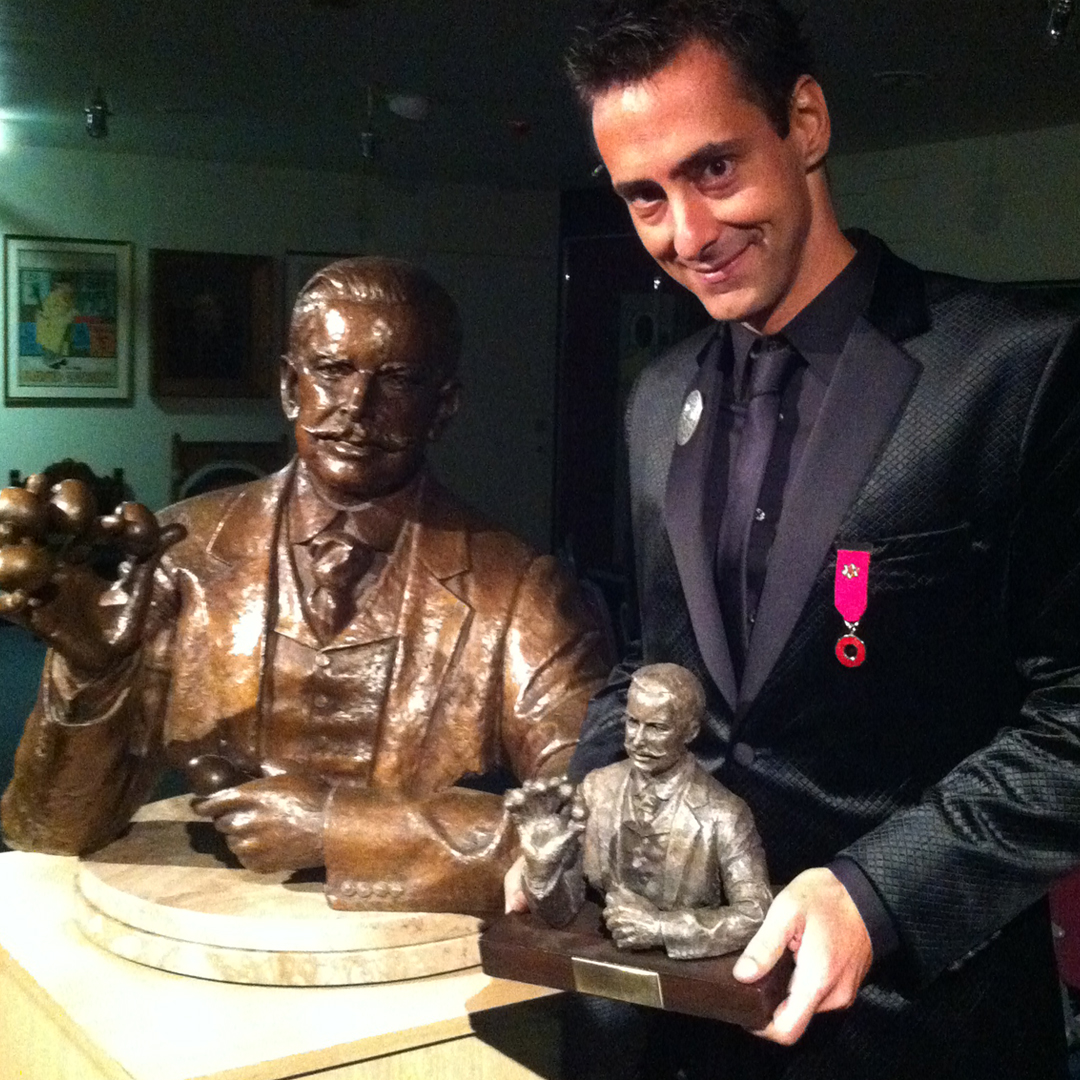
Luís de Matos

- Alice Mabota (1949–2023), mosambikanische Menschenrechtsaktivistin
- Gonçalo Mabunda (* 1975), plastischer Künstler
- Creve Armando Machava (* 1996), Leichtathlet
- Paulo Machava (1954–2015), Journalist und Unternehmer
- Albino Magaia (1947–2010), Journalist und Schriftsteller
- Lina Magaia (1940–2011), mosambikanische Schriftstellerin, Journalistin und Widerstandskämpferin
- Leonor Maia (1921–2010), portugiesische Filmschauspielerin
- Alberto Magassela (* 1966), Schauspieler
- Alberto Mamba (* 1994), Leichtathlet
- Esperança Mangaze (* 1965), mosambikanische Unternehmerin
- Juliano Máquina (* 1993), olympischer Boxer
- Mariza (* 1973), portugiesische Fadosängerin
- Jorge Mealha (1934–2021), portugiesischer Künstler
- Marinho Martins Mocana (* 1982), portugiesisch-mosambikanischer Fußballspieler
- Luís de Matos (* 1970), portugiesischer Zauberkünstler
- Guilherme de Melo (1931–2013), portugiesischer Journalist und Schriftsteller, erster prominenter Schwulenaktivist Portugals
- Mexer (* 1988), Fußballspieler
- Óscar Monteiro (* 1941), Politiker
- Fany Mpfumo (1928–1987), einflussreicher Marrabenta-Musiker
- Lucio Andrice Muandula (* 1959), Bischof
- Maria Muchavo (* 1992), Leichtathletin
- Amélia Muge (* 1952), portugiesische Musikerin und Komponistin
- Aldino Muianga (* 1950), Schriftsteller und Chirurg
- Glória Muianga (* 1951), Moderatorin von Rádio Moçambique
- Maria de Lurdes Mutola (* 1972), mosambikanische Leichtathletin
- Tiago Muxanga (* 2000), Boxer

## N

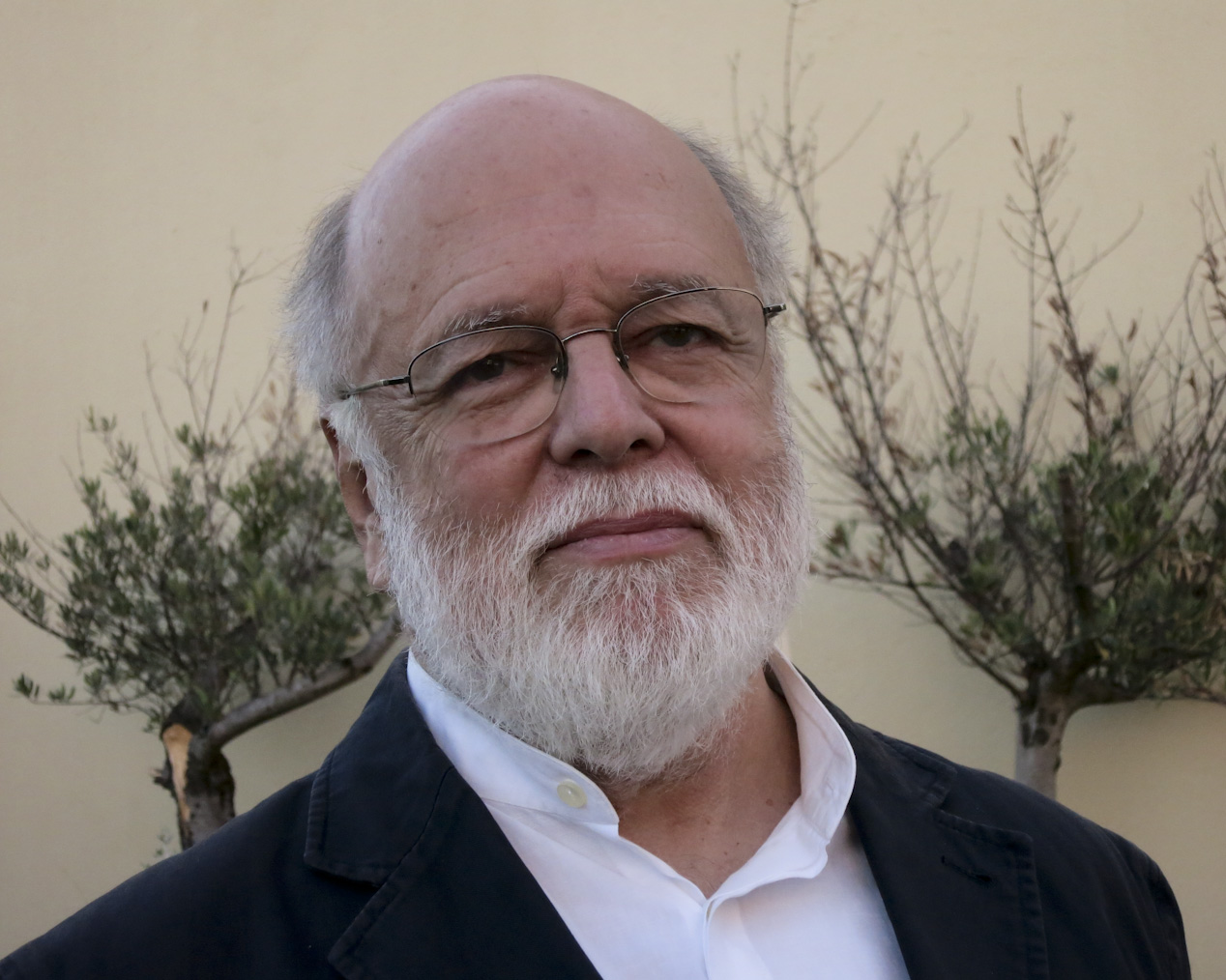
Carlos Nogueira

- Eduardo Naya Marques (* 1935), portugiesischer Architekt
- Neyma (* 1979), Sängerin und Unternehmerin
- Rui Nogar (1935–1993), Schriftsteller
- Carlos Nogueira (* 1947), zeitgenössischer portugiesischer Künstler
- Isabel Noronha (* 1964), mosambikanische Regisseurin
- Rui de Noronha (1909–1943), Dichter

## O

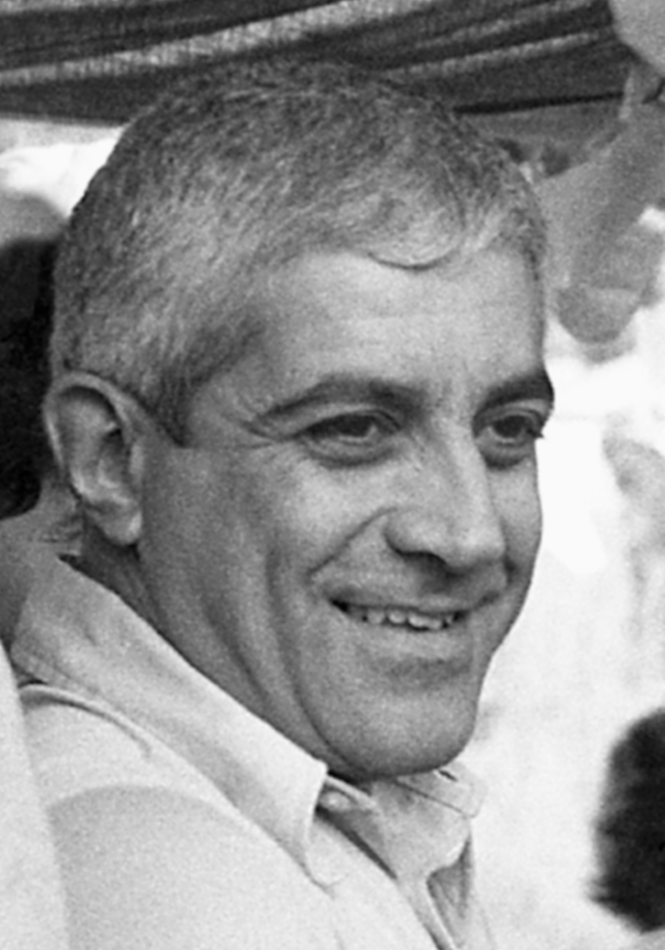
Otelo Saraiva de Carvalho
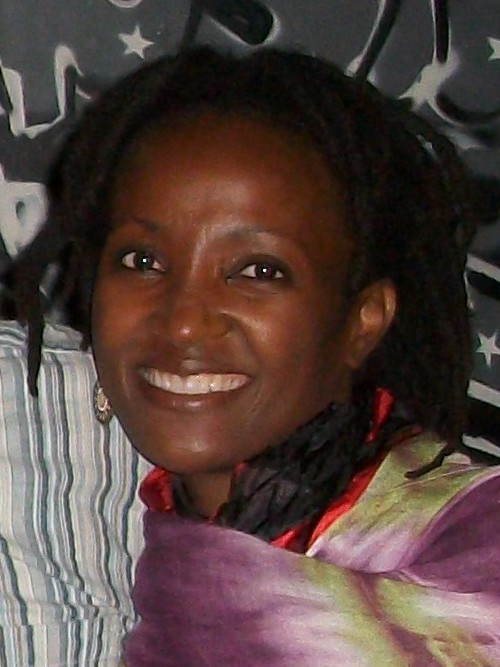
Lucrécia Paco

- J. Tiago de Oliveira (1928–1993), Mathematiker, Statistiker und Hochschullehrer
- Otelo Saraiva de Carvalho (1936–2021), portugiesischer General und Revolutionär

## P
- Lucrécia Paco (* 1969), mosambikanische Schauspielerin
- Luís Pádua Ramos (1931–2005), Architekt und Hochschullehrer
- Marcelo Panguana (* 1951), Journalist und Schriftsteller
- Silvia Panguana (* 1993), Hürdenläuferin
- Luís Carlos Patraquim (* 1953), Dichter, Journalist und Autor
- Antonino Gomes Pereira (1889–1960), portugiesischer Militär und Politiker, mehrfacher Minister
- Eduardo Pitta (1949–2023), portugiesischer Schriftsteller, Kolumnist und Literaturkritiker

## Q
- Alexandre Quintanilha (* 1945), portugiesischer Wissenschaftler, Politiker und LGBT-Aktivist

## R
- Ricardo Rangel (1924–2009), Fotograf und Fotojournalist
- Jorge Rebelo (* 1940), Dichter und Politiker
- Manuela Rebelo (* 1966), mosambikanische Juristin und Politikerin

## S

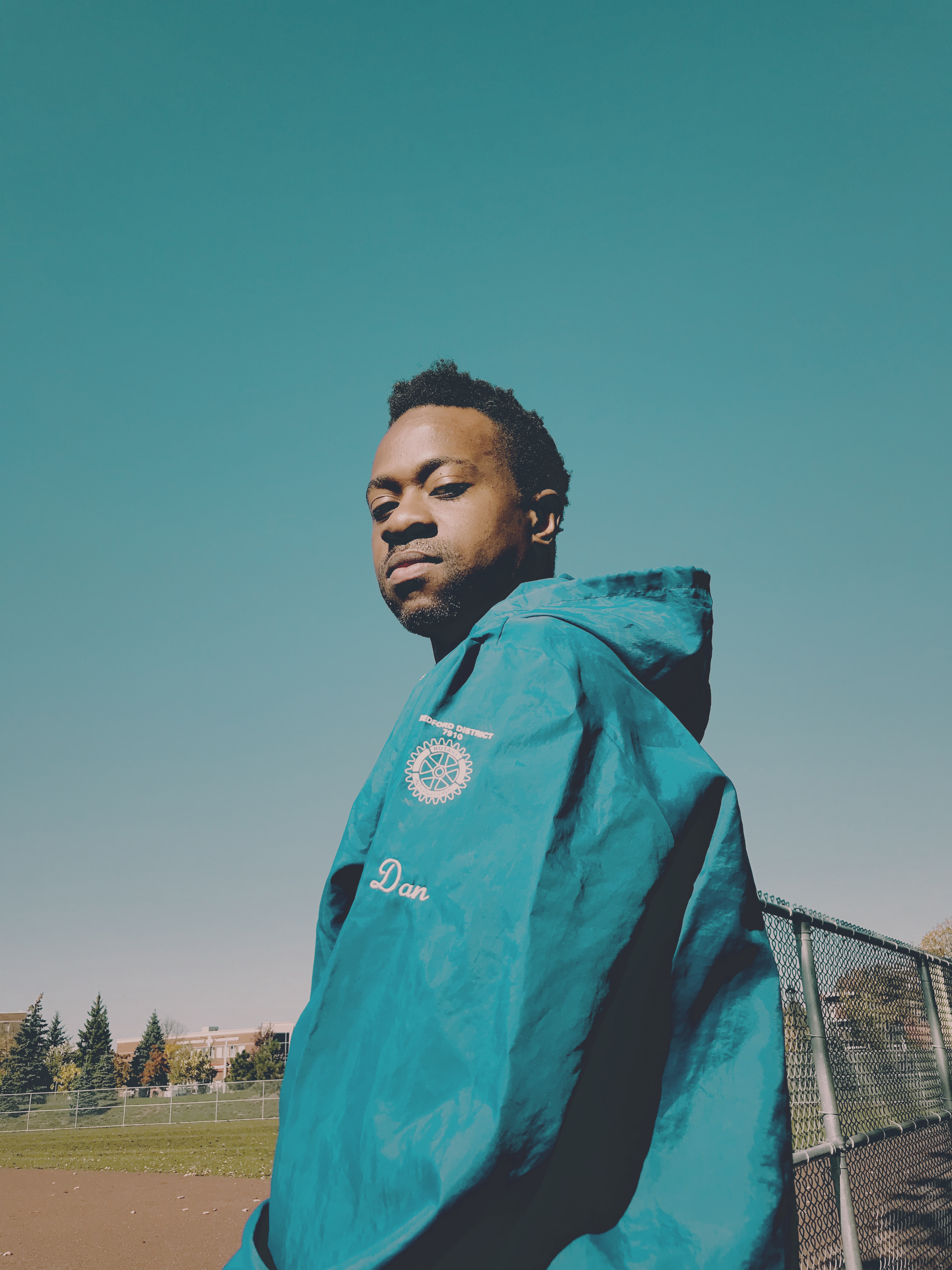
Samito
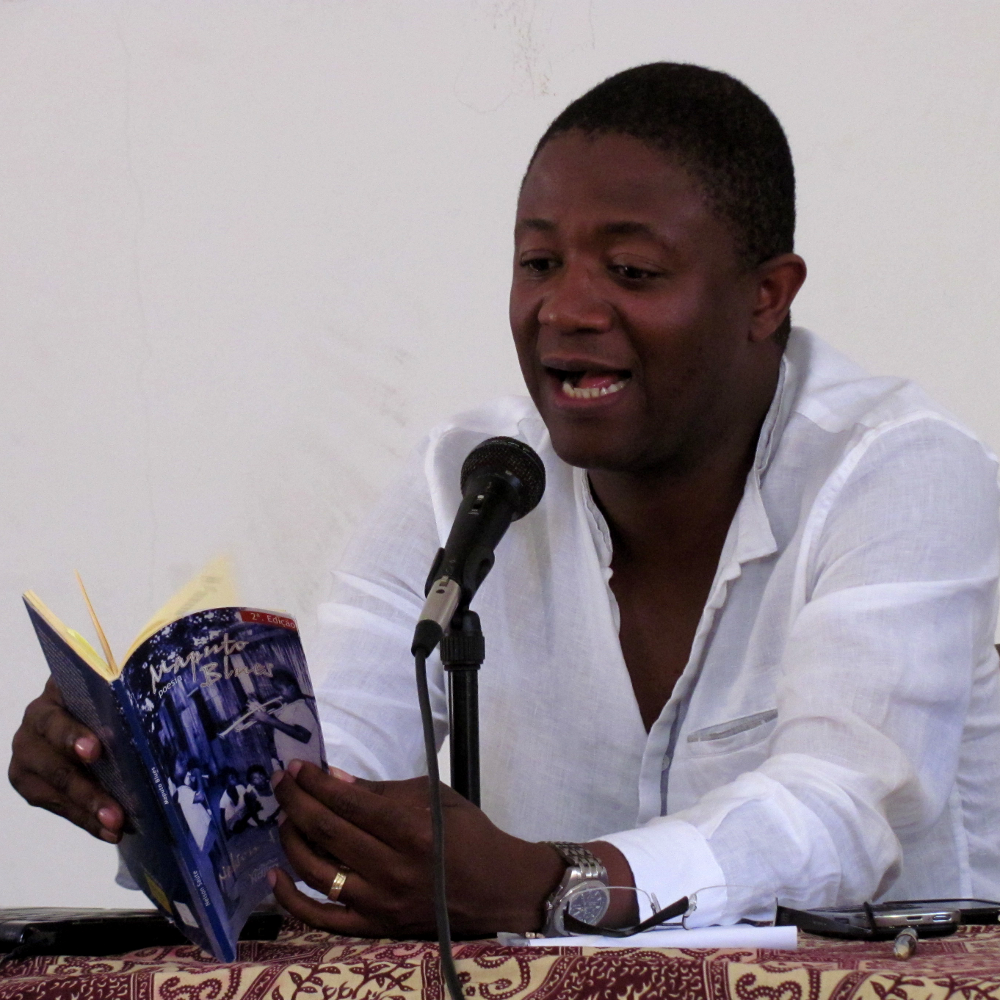
Nelson Saúte
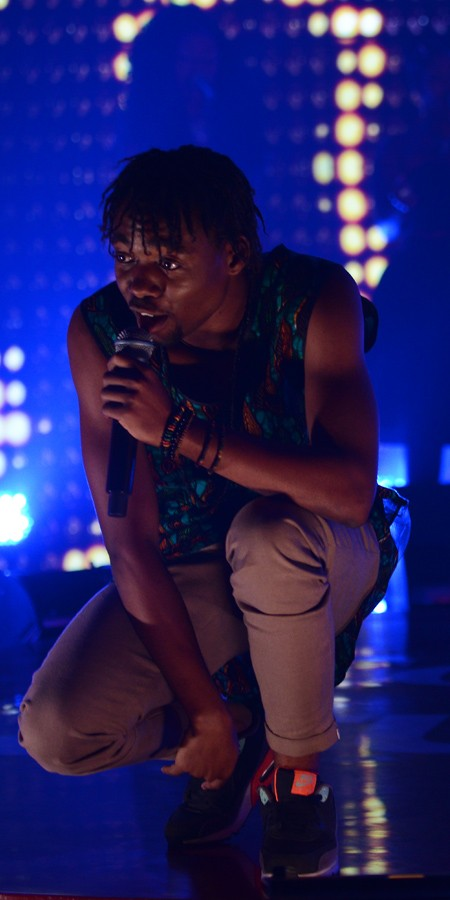
Hernâni da Silva
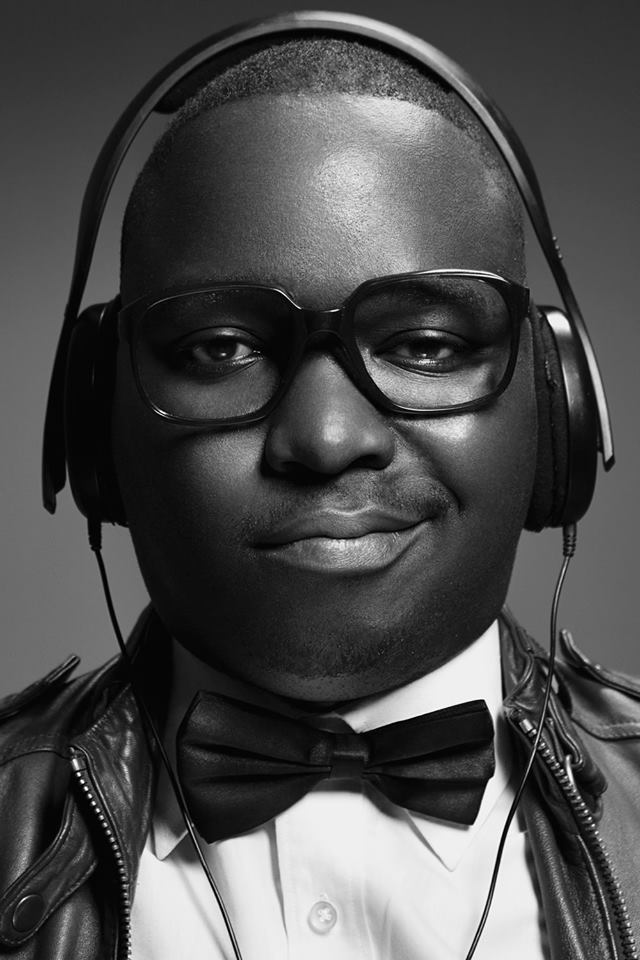
Simba Sitoi

- Samito, kanadisch-mosambikanischer Musiker
- Nelson Saúte (* 1967), Schriftsteller
- Calane da Silva (1945–2021), Schriftsteller, Lyriker, Journalist und Hochschullehrer, erstes prominentes Opfer der COVID-19-Pandemie in Mosambik
- Hernâni da Silva (* 1989), Rapmusiker
- Jorge Manuel Jacob da Silva de Carvalho (* 1966), portugiesischer Wirtschaftsrechtler und Autor
- Letícia da Silva Klemens (* 1972), mosambikanische Unternehmerin und Politikerin
- Simba Sitoi (* 1980), Rapmusiker und Musikproduzent
- José Soares (1927–1996), portugiesischer Maler
- Albano de Sousa Dias (1922–1968), Eisenbahningenieur und Stadionerbauer
- Camilo de Sousa (* 1953), Filmemacher und Regisseur
- Sónia Sultuane (* 1971), mosambikanische Dichterin und bildende Künstlerin

## T
- Salette Tavares (1922–1994), portugiesische Lyrikerin
- Paulo Teixeira (* 1962), portugiesischer Dichter
- Tânia Tomé (* 1981), Sängerin
- Demetrios Tsafendas (1918–1999), südafrikanischer Parlamentsangestellter, Mörder des Premierministers Verwoerd
- João Maria Tudela (1929–2011), portugiesisch-mosambikanischer Sänger und Fernsehmoderator

## V

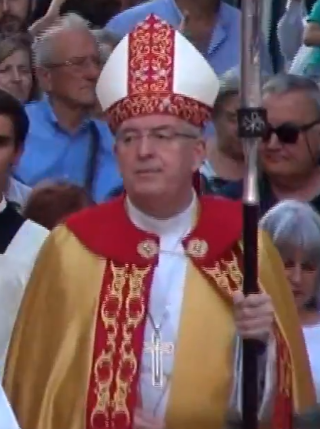
Francisco José Villas-Boas Senra de Faria Coelho
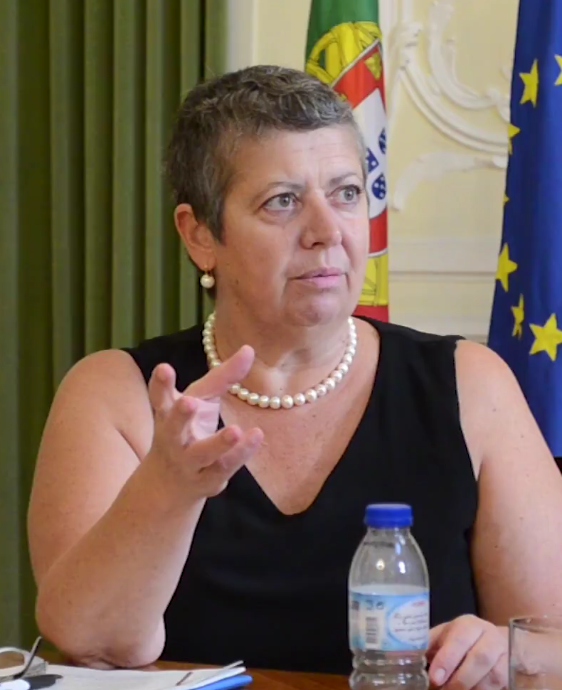
Ana Paula Vitorino

- Cândida Ventura (1918–2015), portugiesische Autorin und kommunistische Widerstandskämpferin
- Francisco José Villas-Boas Senra de Faria Coelho (* 1961), Bischof
- Ana Paula Vitorino (* 1962), portugiesische Politikerin, ab 2015 Ministerin im Kabinett Costa I

## W
- Mário Wilson (1929–2016), mosambikanisch-portugiesischer Fußballspieler und -trainer